# 1598

## Esdeveniments
- 13 d'abril: amb l'edicte de Nantes, s'estableix la concòrdia entre catòlics i hugonots a França.[1]
- 2 de maig: es signa el tractat de Vervine, entre França i la monarquia hispànica, que posa fi a una guerra iniciada el 1595.[2]

## Naixements
- Milà (Itàlia): Bonaventura Cavalieri, jesuïta i matemàtic italià (m. 1647)
- 9 d'abril, Guben, Branderburg (Alemanya): Johann Crüger, compositor alemany (m. 1662)[3]
- 7 de novembre: Fuente de Cantos (Badajoz): Francisco de Zurbarán, pintor barroc espanyol. (m. 1664)

## Necrològiques

###### Països Catalans
- Barcelona: Francesc Oliver de Boteller, 75è President de la Generalitat de Catalunya.

###### Resta del món
- 3 de maig, Ferrara: Anna Guarini, cantant italiana del Renaixement, del concerto delle donne.[4]
- 13 de setembre, El Escorial: Felip II de Castella (1527-98), rei de Castella, i d'Aragó i Portugal com a Felip I.
- 18 de setembre, Fushimi (Japó): Toyotomi Hideyoshi, successor de Nobunaga i unificador del Japó (n. 1536/37).[5]